# Basterna

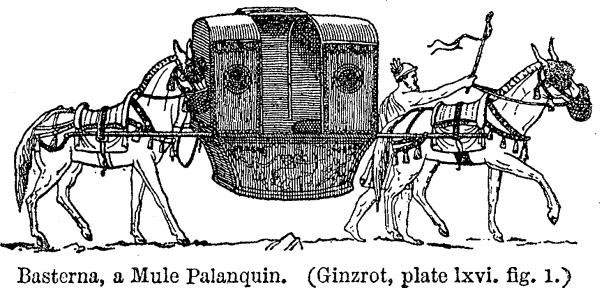
Una basterna ilustrada en el diccionario Dictionary of Greek and Roman Antiquities de William Smith

La basterna era una especie de litera que se empezó a emplear en tiempos del Imperio romano. Se usaba para el transporte interurbano, ya que dentro de la ciudad la litera era portada por esclavos y estaba destinada principalmente a las señoras por viajar los hombres a caballo.
Según Isaac Casaubon, se diferenciaba de la lectica en que ésta era transportada por esclavos, mientras que la basterna era transportada por dos mulas enganchadas a las varas (amites), una delante y otra detrás.
El esclavo encargado de conducir las mulas de la basterna recibía el nombre de basternario.
Según una descripción publicada por un poeta anónimo en una antología latina, el interior se llamaba cávea (‘cueva, jaula’), y tenía una cama o un colchón suave. Tenía cubiertas y ventanas en los lados.
Claude Saumaise (1588-1653) propone que la palabra latina derivaba del griego βαστάζω.
La moda del uso de la basterna pasó desde Italia hacia Galia y después a otras regiones del imperio.
Otros dicen que la basterna era una especie de carroza arrastrada por bueyes (para darle un movimiento más suave).
Gregorio de Tours describe una basterna arrastrada por toros.